# Локня (Сумський район)
Ло́кня — село в Україні,  у Юнаківській сільській громаді Сумського району Сумської області. Населення становить 20 осіб. До 2020 орган місцевого самоврядування — Басівська сільська рада.
Слово  Локня у давнину  означало «луг понад річкою»

## Географія
Село Локня лежить на березі річки Локня, вище за течією примикає село Юнаківка, нижче за течією на відстані 2 км — село Басівка. Поруч проходить автомобільна дорога Н07.

## Історія
12 червня 2020 року, відповідно до розпорядження Кабінету Міністрів України № 723-р «Про визначення адміністративних центрів та затвердження територій територіальних громад Сумської області», село увійшло до складу Юнаківської сільської громади.
19 липня 2020 року, в результаті адміністративно-територіальної реформи та ліквідації Сумського району(1923—2020), увійшло до складу новоутвореного Сумського району.
23 лютого 2023 року рішенням №4 Юнаківської сільської ради «Про перейменування вулиць та провулку в населених пунктах Юнаківської сільської територіальної громади» вирішено перейменувати вулиці села без зміни нумерації будівель, відповідно з вулиці Кириченка на вулицю Вишневу.

#### Російське вторгнення в Україну (з 2022)
24 травня 2024 року по селу з боку російського агресора зафіксовано 5 вибухів, ймовірно ствольна артилерія 122 мм.
28 липня 2024 року село обстріляв російський агресор. Зафіксовано 1 вибух, ймовірно ФПВ-дрон.
3 серпня 2024 року російські війська знову обстріляли село. Зафіксовано 2 вибухи, ймовірно КАБ.
11 серпня 2024 року село вчергове обстріляв агресор. Як повідомили в оперативному командуванні “Північ” зафіксовано 1 вибух, ймовірно КАБ.

## Відомі люди
У селі народилися:
- два Герої Радянського Союзу Карнаушенко Михайло Павлович та Кириченко Олексій Петрович (1894–1941).[10]
- Голубченко Володимир Юхимович — український педагог, краєзнавець.

## Пам'ятки
- Могила молодшого лейтенанта Огороднікова Івана Онуфрійовича (1923-08.03.1943) з пам'ятником. Розміщена перед сільським клубом. Шефство над захороненням - учні Басівської середньої школи[11][12].